# Bror Spetz
Bror Spetz, Bror Allan Emanuel Spets, född 28 februari 1926 i Oppeby församling, Kinda kommun, död 1 juni 2007, var pastor under 30 år i Södermalmskyrkan i Stockholm.
Han har skrivit ett flertal böcker, bland annat om tionde, församlingen och frälsning. Dessa böcker ges ut av SödermalmMedia, en del av Södermalmskyrkan. Bror Spetz var tidigare verksam som pastor inom Pingströrelsen och var bl.a. pastor och föreståndare för Pingstförsamlingen i Halmstad.